# Morgan Powell
Morgan Edward Powell (Graham (Texas), 7 januari 1938) is een Amerikaans componist, muziekpedagoog, en jazz-trombonist.

## Levensloop
Powell studeerde aan de North Texas State University in Denton en behaalde zijn Bachelor of Arts in 1959. Aan dezelfde universiteit behaalde hij zijn Master of Music in 1961. Hij voltooide zijn studies van 1962 tot 1966 en promoveerde tot Ph.D. (Philosophiæ Doctor) aan de Universiteit van Illinois (UIUC) in Champaign-Urbana. Tot zijn docenten voor compositie behoorden Samuel Adler, Kenneth Gaburo, Ed Summerlin en Sal Martirano.
Als docent was hij actief aan de "Stan Kenton Clinics" (1960-1964), Universiteit van Noord-Texas in Denton (1961-1963), Berklee School of Music in Boston (1963-1964) en aan de Universiteit van Illinois (UIUC) in Champaign-Urbana (1966-1994). Aan de Universiteit van Illinois was hij hoofd van de afdeling compositie en muziektheorie van 1978-1983. 
Verder werkt hij als trombonist en jazztrombonist in verschillende ensembles zoals bij de "Tone Road Rambler", "Jazz Quintet", "Boneyard Jazz Quintet", "Jazz Mayhem" en anderen. 
Als componist is hij werkzaam in de werkterreinen van instrumentale en vocale muziek, waarbij hij de rijke en complexe componenten van de improvisatie en de geest en elementen van de jazz onderzoekt en verzoekt het te verbinden met compositie concepten, technieken en notaties uit de "nieuwe muziek". Hij won vele prijzen zoals Meet the Composer Awards, ASCAP Award, The International Rostrum of Composers en zijn werk The Waterclown werd in 2000 genomineerd voor de Pulitzerprijs voor muziek. 

## Composities

### Werken voor orkest
- 1961 Orchestra Piece
- 1974 Light and Shadow, voor jazzband, solisten en orkest
- 1992 Red White and Black Blues, voor kamerorkest
- 2000 The Waterclown, voor sopraan en kamerorkest

### Werken voor harmonieorkest en brassband
- 1960 Higgins, voor brassband
- 1962 Elegy for Winds, voor harmonieorkest
- 1975-1976 Transition, voor tuba solo, harmonieorkest, viool en contrabas

### Werken voor koor
- 1960 Piece, voor gemengd koor
- 1967 Old Man, voor gemengd koor, koperblazers en slagwerk
- 1969 Loneliness, voor gemengd koor, trombone, tuba, viool en harp
- 1970 Music for Protestant Religious Service, voor koor en jazz sextet
- 1972 Zelanski Medley, voor gemengd koor, houtblazers, slagwerk en cello

### Vocale muziek
- 1968 Three Songs, voor mezzosopraan en twee violen
- 1973 Old Faces, voor mezzosopraan en cello
- 1999 Car Talk, Orphans on the Road, voor vrouwenstem en instrumentaal sextet
- 2001 The Common Root of All Organisms, voor sopraano/spreker en instrumentaal octet
- 2004-2005 La Prairie, voor instrumentaal septet en sopraan
- Faces, voor middenstem en cello

### Kamermuziek
- 1960 Thema en variaties, voor trombone en piano
- 1961 Suite for Three, voor trombone, tenorsaxofoon en contrabas
- 1962 Vijf stukken, voor strijkkwartet
- 1971 Music, voor koperblazers en slagwerk
- 1971 Darkness II, voor koperkwintet en slagwerk
- 1974 Koperkwintet nr. 2
- 1976 Introduction and Blues, voor tuba en piano
- 1977 Windows, voor koperkwintet
- 1981 Album, voor twee dansers, trompet en trombone
- 1981 Myth, voor trompet, trombone, gitaar, contrabas en dirigent
- 1981 Fine Tuning, voor klarinet, trompet en slagwerk
- 1981-1982 Duet II, voor solo klarinet, trompet, twee trombones, dwarsfluit en slagwerk
- 1982 Improvisation One, voor trompet en trombone
- 1983 Dickle Seven, voor trompet, trombone en twee dansers
- 1984 Duet III, voor dwarsfluit, basklarinet, trompet, trombone, sopraan en geprepareerd piano
- 1984 Duet IV, voor trompet, trombone en twee (vrouwelijke) danseressen
- 1984 Duet V, voor dwarsfluit, klarinet, trompet en twee trombones
- 1984 Improvisation II, voor trompet, trombone en twee danseressen
- 1985 Dreams, voor viool, trompet, trombone, gitaar, contrabas en slagwerk
- 1985 Ray's in the Window: GAMAN, voor solo trompet en kamerensemble
- 1985 Suite Changes, voor trompet en piano
- 1987 Steppin' on the Gas, voor instrumentaal kwintet
- 1989 THO, voor instrumentaal sextet
- 1993 FFFF, voor instrumentaal sextet
- 1994-1995 Outlaws, voor instrumentaal sextet
- 1994-1995 Orphans, duet voor microtonale dwarsfluiten en slagwerk
- 1997 dafunkaMonkus, voor instrumentaal sextet
- 1998 Sticky Jive, voor instrumentaal octet
- 2003 Destiny and Desire, voor altsaxofoon en trompet
- 2008 Maborosi, voor trompet/flügelhorn, slagwerk en zes trompetten

### Werken voor piano
- 1966 Three Movements

### Werken voor jazz-ensemble/band/orkest
- 1958 Jumbo Pack, voor jazz-band
- 1959 Pumbo Jack, voor jazz-band
- 1959 Greetings Dawn, voor jazz-band
- 1959 Reflections, voor jazz-band
- 1960 Cloudy, voor jazz-band
- 1960 The Happy Way, voor jazz-band
- 1962 Moonbag, voor jazz-band
- 1962 Volume XII, voor jazz-band
- 1962 Bass Solo, voor jazz-octet
- 1962 Perspectives, voor jazz-octet
- 1962 Structure for Improvisation, voor jazz-octet
- 1962 My Child, voor jazz-octet
- 1963 JS, voor jazz-band
- 1963 LKP, voor jazz-band
- 1966 Sirhmrej, voor jazz-band
- 1967 Music for Jazz Ensemble
- 1969 Bird Merchant, voor jazz-band
- 1980 Lament for Olton, voor jazz-band
- 1981 Warm Up, voor jazz-kwintet
- 1991 All GONE, voor jazz-ensemble
- 1995-1996 Free Solo, big band style, voor jazz-band

### Elektronische muziek
- 1965 Tape Piece, voor geluidsband (University of Illinois, Experimental Music Studios)